# Троило (Парма)
Троило је насеље у Италији у округу Парма, региону Емилија-Ромања.
Према процени из 2011. у насељу је живело 23 становника. Насеље се налази на надморској висини од 155 м.